# 王祯祥
王祯祥（1901年—1938年9月），中华民国陆军少将，湖南醴陵人，第12军第20师副师长。1938年9月在武汉会战中战死殉国。但王祯祥和其抗战事迹是否真实存在有争议，一些观点认为王祯祥可能是1995年版《湘阴县志》中国民党抗日阵亡将士名录湘阴籍的王桢祥。

## 生平
1923年冬，王祯祥进入广州大本营军政部陆军讲武学校学习，11月学校并入黄埔军校，王祯祥被编入第6队学习。1926年7月，王祯祥参加北伐战争，任第18师52团1营营长。1930年，王祯祥任中央教导第2师作战科科长，后前往12军20师任参谋长，不久后升为副师长。
1938年7月30日，日军攻陷九江，兵峰直指瑞昌。第九战区命令12军固守瑞昌，8月13日，王祯祥跟随20师进驻天子山、陈家山，与日军第6旅团对峙。8月22日，日军凭借飞机、重炮向国军阵地发动猛攻，王祯祥协助师长死守，打退日军多次进攻。8月23日，日军强攻不下，于是释放毒气，20师官兵猝不及防，全体殉国。

## 争议
记录王祯祥在武汉会战中殉国的最早出处是1998年陈予欢撰写的《黄埔军校将帅录》。2014年9月1日，中华人民共和国民政部公布第一批在抗日战争中顽强奋战、为国捐躯的300名著名抗日英烈和英雄群体名录，王祯祥名列榜上。
然而根据1936年版《黄埔军校史稿》第八册（P244）和中国第二历史档案馆档案，黄埔一期的醴陵籍王祯祥于1927年9月12日阵亡。第20师历任师长和副师长，并没有王祯祥其人，且该师也没有参加过武汉会战。